# Palpomyia helviscutellata
Palpomyia helviscutellata är en tvåvingeart som beskrevs av Art Borkent 1997. Palpomyia helviscutellata ingår i släktet Palpomyia och familjen svidknott.
Artens utbredningsområde är Spanien. Inga underarter finns listade i Catalogue of Life.